# Viki Fleckenstein
Viki Fleckenstein (* 20. September 1955 in Syracuse, New York) ist eine ehemalige US-amerikanische Skirennläuferin. Fleckenstein gehörte Mitte bis Ende der 1970er Jahre der Skinationalmannschaft der USA an.
Sie startete in den technischen Disziplinen Riesenslalom und Slalom und belegte als Bestresultat drei 4. Plätze in den Riesenslaloms von Aspen, Megève und Waterville Valley. Im Slalom belegte sie zwei 7. Plätze in den Slaloms von Berchtesgaden und Bad Gastein. Im Riesenslalom bei den Weltmeisterschaften 1978 in Garmisch-Partenkirchen erreichte sie einen 12. Platz.